# عاموس إيلون
عاموس إيلون (بالعبرية: עמוס אילון‏) (4 يوليو 1926 - 25 مايو 2009)، كاتب وصحفي ومؤلف ومؤرخ إسرائيلي. متزوج من «بيت ايلو»، ووالد المخرج «داناي إيلون». يعتبر من أبرز الشخصيات الإسرائيلية التي دعمت إقامة دولة فلسطينية مستقلة.
ولد في 4 يوليو 1926 في العاصمة النمساويه فيينا. توفي عن عمر يناهز 84 عاما يوم الثلاثاء25 مايو 2009، في مدينة توسكانا بإيطاليا متأثرا بإصابته بمرض السرطان.
هاجر مع أسرته إلى فلسطين في العام 1933. ودرس القانون والتاريخ في إنجلترا و«إسرائيل». وبدأ مسيرته الصحافية العام 1950 بالعمل لصحيفة هاآرتس الإسرائيلية، كمراسل الشئون الأوروبية والأميركية لصحيفة هاآرتس.
من الشخصيات الإسرائيلية البارزة التي تدعم إقامة دولة فلسطينية مستقلة، كما عرف بمعارضته الشديدة ودعوته لإنهاء الاحتلال الإسرائيلي لأراضي العام 1967. دعا في العام 1967 إلى إقامة دولة فلسطينية والانسحاب من الأراضي التي احتلتها «إسرائيل» في العام نفسه. وبجانب عمله الصحافي كتب إيلون الكثير من الكتب التي دارت حول موضوعات مختلفة منها التاريخي ومنها المرتبط بالتغيرات في المجتمع الإسرائيلي. وحقق كتابه الذي يحمل عنوان «بورتريه الحقبة اليهودية الألمانية 1743 - 1933 «مبيعات كبيرة لدى صدوره قبل عدة أعوام، ويتناول الكتاب مراحل الصعود والهبوط في العلاقات اليهودية الألمانية.
غادر إيلون «إسرائيل» متوجها إلى إيطاليا في العام 2004 بسبب شعوره بالإحباط من التدهور السياسي والتغيرات الاجتماعية المتلاحقة في المجتمع الإسرائيلي التي حصلت منذ العام 1967. وقال في مقابلة مع صحيفة «هاآرتس» قبل خمسة أعوام: «لم يطرأ أي تغيير هنا منذ 40 عاما... المشكلات هي ذاتها رغم أن الحلول كانت دائما معروفة».
له عدة مؤلفات، أهمها:
- الإسرائيليون المؤسسون وأبناؤهم.
- هرتزل، سيرة ذاتية.
- رحلة إلى مصر.
- الجدول الزمني، رواية
- القدس، وامتدت المعارك في الذاكرة.
- الدم وتقلص المد- الإرساليات من الشرق الأوسط.
- بورتريه الحقبة اليهودية الألمانية 1743 - 1933.[1]

## روابط خارجية
- عاموس إيلون على موقع قاعدة بيانات برودواي على الإنترنت (الإنجليزية)